# San Francisco Blues Festival
Das San Francisco Blues Festival, das 1973 zum ersten Mal veranstaltet wurde, ist neben dem Chicago Blues Festival das am längsten bestehende der USA. Es wurde von Tom Mazzolini gegründet, um dem Publikum die Geschichte und die Entwicklung des Blues nahezubringen. Viele der Acts in den ersten Jahren des Festivals waren Pioniere des West Coast Blues.
Die Veranstaltung findet in Great Meadow, Fort Mason, Marina District statt, einem der spektakulärsten Veranstaltungsorte in San Francisco mit Blick auf die San Francisco Bay und die Golden Gate Bridge.
2009 fand zum ersten Mal  nach 37 Jahren das Festival aus wirtschaftlichen Gründen nicht statt.

## Aufgetretene Künstler
B.B. King, John Lee Hooker, Stevie Ray Vaughan, Bonnie Raitt, Albert Collins, Robert Cray, Albert King, Buddy Guy, James Cotton, Etta James, Taj Mahal, Keb’ Mo’, Little Richard, Ruth Brown mit Allen Toussaint, Clarence Gatemouth Brown, Otis Rush, Dr. John, Carlos Santana, Los Lobos, Charlie Musselwhite, Johnny Winter, Buckwheat Zydeco, Hot Tuna - Jorma Kaukonen & Jack Casady, Denise LaSalle, David Honeyboy Edwards, The Delta Groove All Star Blues Revue featuring: Elvin Bishop, Eli Kirk Fletcher, Randy Chortkoff, Richard Innes und Ronnie James Webber, Barbara Lynn, Michael Burks, Ruthie Foster, Elmore James Jr., Rick Estrin and the Nightcats, Gospel Hummingbirds, Delta Wires Big Band, Ruth Brown, Koko Taylor & Her Blues Machine, Albert Collins & the Ice Breakers, Johnny Otis Show, Yank Rachell, Joe Louis Walker & the Boss Talkers, Katie Webster, The British Blues All Stars und viele andere

## Tom Mazzolini
Geboren in Chicago kam er 1963 nach Kalifornien und studierte an der San Francisco State University, wo er in Amerikanischer Geschichte seinen Abschluss machte. Für 12 Jahre war er auch für das Magazin Living Blues tätig. Neben der Gründung des San Francisco Blues Festivals ist er Gastgeber bei der am längsten laufenden Bluesradio-Show in der Bay Area. Für seine Arbeit als Produzent erhielt er 1983 den W. C. Handy Award, neben anderen Auszeichnungen für seine Verdienste um die Bluesmusik.